# Талиаферро, Чарльз
Ча́рльз Талиафе́рро (англ. Charles Taliaferro; род. 25 августа 1952, Нью-Йорк, США) — американский философ, религиовед и теолог, специалист по философии религии, философской теологии, философии сознания, теории идеального наблюдателя и эстетике.

## Биография
Получил бакалавра гуманитарных наук и доктора философии в Брауновском университете, магистра богословских наук в Гарвардском университете, магистра гуманитарных наук в Род-Айлендском университете и бакалавра гуманитарных наук в Годдард-колледже.
Профессор философии в Колледже святого Олафа, старший научный сотрудник Института изучения веры и  член Королевского института философии.
Читал лекции в качестве приглашённого профессора и исследователя в Оксфордском, Кембриджском, Колумбийском, Чикагском, Принстонском, Массачусетском технологическом и Нью-Йоркском университете, а также в Университете Нотр-Дам.
Главный редактор журнала Open Theology. Входит в состав редакционных коллегий таких крупнейших профильных периодических научных изданий, как журналы «Sophia», «Ars Disputandi», «Философский ежегодник» (The Philosopher’s Annual), «Религиоведение» (Religious Studies), «Компас философии» (Philosophy Compass) и др.
Член таких всемирно известных философских, религиоведческих и религиозных ассоциаций и обществ, как Американская философская ассоциация, «Американская академия религии», Королевское философское общество (the Royal Society of Philosophy), Общество христианских философов, Евангелическое философское общество.

## Научная деятельность
В область научным интересов Талиаферро входят континентальная философия, метафизика, международное право, мусульманская философия, современная философия, теории идентичности, философия истории, философия религии, философия сознания, философия языка, философская теология, экологическая этика, эпистемология, эстетика.
Талиаферро является автором, соавтором и редактором более 20 монографий и книг, постоянным автором статей и рецензий в ведущих профильных периодических изданиях, коллективных монографиях, руководствах и словарях, справочниках, энциклопедиях.
Кроме того он является автором серии научно-популярных книг и проектов, которые посвящены  философии и популярной культуре, в частности, философскому истолкованию феноменов массового кинематографа, классической и современной художественной литературы, поп- и рок-музыки, комиксов о супергероях, сериалов и т. д.

## Научные труды

### Монографии
- Taliaferro Ch. Consciousness and the Mind of God. — New York: Cambridge University Press, 1994. — 349 p.
- Taliaferro Ch. Contemporary Philosophy of Religion: An Introduction. — Hoboken, NJ: Wiley-Blackwell, 1998. — 448 p. — (Contemporary Philosophy).
- Taliaferro Ch. Praying with C. S. Lewis. — Frederick, MN: Word Among Us Press, 2004. — 116 p. — (Companions for the Journey).
- Taliaferro Ch. Evidence and Faith: Philosophy and Religion since the Seventeenth Century. — New York: Cambridge University Press, 2005. — 457 p. — (The Evolution of Modern Philosophy).
- Taliaferro Ch. Love, Love, Love: And Other Essays. — Lanham, MD: Cowley Publications, 2006. — 160 p.
- Taliaferro Ch., Craig W. L. Is God Real?. — Downers Grove, IL: InterVarsity Press[англ.], 2007. — 80 p. — (RZIM Critical Questions Discussion Guides).
- Taliaferro Ch., Goetz S. Naturalism. — Grand Rapids, MI: Eerdmans[англ.], 2008. — 132 p. — (Interventions).
- Taliaferro Ch. Dialogues about God. — Lanham, MD: Rowman & Littlefield Publishers, 2009. — 144 p. — (New Dialogues in Philosophy).
- Taliaferro Ch. Philosophy of Religion: A Beginner's Guide. — London: Oneworld Publications, 2009. — 232 p.
- Taliaferro Ch. Aesthetics: A Beginner's Guide. — London: Oneworld Publications, 2011. — 168 p.
- Taliaferro Ch., Goetz S. A Brief History of the Soul. — Hoboken, NJ: Wiley-Blackwell, 2011. — 240 p. — ISBN 978-1-4051-9632-1.
- Taliaferro Ch., Evans J. Turning Images in Philosophy, Science and Religion: A New Book of Nature. — New York: Oxford University Press, 2011. — 256 p.
- Taliaferro Ch. The Golden Cord: A Short Book on the Secular and the Sacred. — Notre Dame, IN: University of Notre Dame Press[англ.], 2012. — 206 p.
- Taliaferro Ch., Evans J. Image in Mind: Theism, Naturalism, and the Imagination. — London: Bloomsbury Academic, 2013. — 224 p. — (Continuum Studies In Philosophy Of Religion).

### Статьи
- Taliaferro Сh. The Focus of The Passion Puts the Person of Jesus out of Focus // Mel Gibson’s Passion and Philosophy: The Cross, the Questions, the Controverssy / Ed. by J. E. Gracia[англ.]. — Chicago: Open Court, 2004. — P. 40—50. — 225 p.
- Taliaferro Сh. The Power and the Glory // Superheroes and Philosophy: Truth, Justice, and the Socratic Way / Ed. by Т. V. Morris[англ.], M. Morris. — Chicago: Open Court, 2005. — P. 62—74. — 468 p.
- Taliaferro Сh. The Real Secret of the Phoenix: Moral Regeneration Through Death // The Ultimate Harry Potter and Philosophy: Hogwarts for Muggles / Ed. by G. Bassham; series ed. W. Irwin[англ.]. — Oxford: John Wiley & Sons, 2010. — P. 229—245. — 304 p.
- Taliaferro Сh., Little T. Justice versus Romantic Love: Can Spider-Man Champion Justice and Be with Mary Jane at the Same Time? // Spider-Man and Philosophy: The Web of Inquiry / Ed. by Jonathan J. Sanford; series ed. W. Irwin[англ.]. — Oxford: John Wiley & Sons, 2011. — P. 177—187. — 276 p.
- Taliaferro Сh., Lyndahl-Urban C. The Glory of Bilbo Baggins // The Hobbit and Philosophy: For When You’ve Lost Your Dwarves, Your Wizard, and Your Way / Ed. by G. Bassham, E. Bronson. — Oxford: John Wiley & Sons, 2012. — P. 61—73. — 272 p.

### Научная редакция
- Philosophy of Religion: An Anthology / Eds. Charles Taliaferro, Paul J. Griffiths[англ.]. — Lanham, MD: Rowman & Littlefield, 2003. — 636 p.
- Cambridge Platonist Spirituality / Eds. Charles Taliaferro, Alison J. Tepley, praface Jaroslav Pelikan . — Mahwah, NJ: Paulist Press[англ.], 2004. — 233 p. — (Classics of Western Spirituality).
- The Cambridge Companion to Christian Philosophical Theology / Eds. Charles Taliaferro, Chad Meister. — New York: Cambridge University Press, 2009. — 264 p.
- A Companion to Philosophy of Religion / Eds. Charles Taliaferro, Paul Draper[англ.] and Philip L. Quinn[англ.]. — 2nd Edition. — Hoboken, NJ: Wiley-Blackwell, 2010. — 784 p.
- A Dictionary of Philosophy of Religion / Eds. Charles Taliaferro, Elsa Marty. — London: Bloomsbury Academic, 2010. — 320 p.
- The Routledge Companion to Theism / Eds.  Charles Taliaferro, Victoria S. Harrison, Stewart Goetz. — New York: Routledge, 2012. — 728 p.

### Переводы на русский язык
- Талиаферро Ч. Троица и естественный разум: уроки кембриджского платонизма // Материалы международной богословско-философской конференции «Пресвятая Троица». Москва, 6-9 июня 2001 г.. — М.: Синодальная богословская комиссия, 2002. — С. 197—209. — 600 экз.
- Талиаферро Ч., Трауберг Р. Искупление в Нарнии // Хроники Нарнии и философия. Лев, колдунья и мировоззрение / Сост. Г. Бэсшем, Дж. Л. Уоллз. — М.: Эксмо, 2011. — С. 339—358. — 400 с. — 5000 экз. — ISBN 978-5-699-46998-7.
- Талиаферро Ч. Проект естественного богословия // Новое естественное богословие / Под ред. У. Крейга и Дж. Морленда. — М., 2014. — С. 1—26.
- Талиаферро Ч. Доказательство и вера: философия и религия с XVII века до наших дней = Evidence and Faith: Philosophy and Religion since the Seventeenth Century / Пер. с англ. С. С. Пименов, Т. В. Малевич; Науч. ред. А. Р. Фокин/ Ин-т философии РАН. — М.: Языки славянской культуры: Знак, 2014. — 578 с. — (Философская теология). — 2000 экз. — ISBN 978-5-9551-0730-1.